# Pallas' kat
Pallas' kat (latin: Otocolobus manul), også kaldt manul, er et lille kattedyr, som lever i Centralasien. Den vejer mellem 3 og 5 kg.